# Les Vikings de la Guadeloupe
 (août 2017).
Les Vikings de la Guadeloupe est un groupe de musique originaire des Antilles créé en Guadeloupe en 1966 par Fred Aucagos, le guitariste Guy Jacquet, le chanteur Ipomen Léauva et le chef d’orchestre Camille Sopran’n, . Le nom du groupe vient du club de football de Pointe-à-Pitre géré par le père de Fred Aucagos, le Red Star, qui était surnommée « Red Star Diabla Les Vikings » par Casimir Letang, l’animateur de l’émission La Gazette créole .

## Biographie
Inspirés par le jazz, le funk, Elvis Presley, les groupes tels que Earth, Wind and Fire ou Kool and The Gang. D'abord orchestre de bals, le big band créole signe chez des labels antillais (Debs, Celini) avant de jouer en juin 1970 deux concerts aux Halles de Paris (20000 spectateurs, essentiellement la diaspora antillaise amenée en France métropolitaine par la politique d'immigration du Bumidom), puis d'enchaîner une tournée dans toute la France métropolitaine, attirant 45 000 spectateurs. Mais malgré le succès les fins de mois sont difficiles et de plus, au milieu des années 70, le président de département leur demande de revenir en Guadeloupe et leur obtient un bon contrat avec l'hôtel Méridien. Ils rentrent donc.
En 1978, le bassiste Pierre-Edouard Decimus quitte le groupe pour fonder le groupe Kassav' avec Jacob Desvarieux, Georges Décimus et Freddy Marshall. La formation se sépare et chacun poursuit sa route.
En 2016, certains membres (Guy Jacquet, Max Severin, Fred Aucagos, Hippomène Leauva) se regroupent autour de Camille Sopran’n, intègrent de jeunes musiciens et sortent leur best of. Ils renouent avec la scène en allant jouer en région parisienne avant mars 2016, pour le festival Banlieues Bleues, puis feront la première partie de Kassav au Zenith en mai 2016. Ils se produisent le 31 mars 2017 au New Morning, puis durant les soirées Tropical Discoteq en mars, avril et mai 2017 au parc des Buttes-Chaumont. 

## Membres

### Membres actuels
- Fred Aucagos (chant)
- Guy Jacquet (guitare)
- Ipomen Léauva (chant)
- Max Severin (chant, percussions[7])
- Camille Sopran’n (chef d’orchestre, chant et saxophoniste)
- Philippe Menade (percussions)
- Robert Bibian[8] (percussions)
- Georges Custos (percussions)

### Anciens membres
- Pierre-Edouard Décimus (bassiste)
- Tanya Saint-Val[9]
- Joël Dardet † (chant)[10]
- Philippe Dambury † (claviers)[11],[12]

## Discographie

### Album studio
- 1968 : Les Vikings
- 1974 : Les Vikings
- 1975 : Boum Vacances
- 1975 : En Peke Baou
- 1977 : Vikings de la Guadeloupe
- 1977 : Dégagez Payez Impots
- 1977 : Vikings Guadeloupe
- 1978 : En liberté
- 1979 : Hypocrisie
- 1981 : La Leçon d'espagnol
- 1981 : Les Vikings de la Guadeloupe
- 1981 : Vikings Guadeloupe
- 1985 : Come Back des Vikings Guadeloupe
- 2001 : Fo Changé Sa

### Compilations
- 1993 : 1974-1978 - Les Précurseurs du Zouk
- 2016 : Best Of Les Vikings de la Guadeloupe 1966-2016 EnkorOnTiTou

### Médiagraphie
- Kadans kréyol, une histoire musicale française, de France Télévisions, Martinique 1ère et Morgane Production (prod.) et de David Commeillas (réal.), 2016, 52 min : Documentaire[13]